# Ochotona dauurica
Il pica daurico (Ochotona dauurica Pallas, 1776) è un mammifero lagomorfo della famiglia degli Ocotonidi.
Con quattro sottospecie (Ochotona dauurica annectens, Ochotona dauurica bedfordi, Ochotona dauurica dauurica ed Ochotona dauurica mursavi), la specie è diffusa in una vasta area che va dalla sponda orientale del Lago Bajkal fino al Mar del Giappone, attraverso Russia, Mongolia, Cina e Corea del Nord.
Misura una ventina di centimetri di lunghezza, per un peso di circa 200 g. La corporatura è tozza e robusta, con una grossa testa munita di piccole orecchie semicircolari.

Il pelo, solitamente grigio-bruno con la zona ventrale chiara ed i singoli peli della zona dorsale striati di nero, in estate assume tonalità rossicce, in particolare su testa e quarto posteriore. Le orecchie e la zona attorno agli occhi sono invece di colore grigio scuro.
Si tratta di animali diurni, in particolare sono in attività principalmente durante le prime ore del mattino ed al crepuscolo, mentre soffrono assai il caldo e durante le ore centrali della giornata cercano riparo nelle proprie tane. Vivono perlopiù da soli, mal sopportando la presenza di altri esemplari nel proprio territorio, che vengono redarguiti con fischi ammonitori lanciati dall'alto di una roccia, dalla quale l'animale può dominare il territorio circostante ed al contempo prendere il sole, per riscaldarsi, nelle ore mattutine. Il territorio di ciascun animale, che si estende per un centinaio di metri di raggio attorno alla tana, spesso si sovrappone nelle aree periferiche a quello di altri esemplari, soprattutto di sesso opposto. I vari esemplari spesso fanno capatine nei territori limitrofi, al fine di rubare le cataste di erbe messe ad essiccare per l'inverno: spesso da tali episodi di furto scaturiscono violente risse.

La riproduzione avviene durante i mesi caldi ed ha modalità assai simili a quelle degli altri pica, col maschio che si disinteressa della prole e la femmina che si occupa dei cuccioli solo per quanto concerne la poppata. I piccoli vengono generalmente svezzati attorno al mese di vita, quando la femmina è già nell'imminenza di un nuovo parto, e si allontanano dalla propria tana natia prima del sopraggiungere dell'inverno, in modo da poter fondare un proprio territorio.